# Maison d'Orient
La maison d’Orient est un bâtiment de Jérusalem, appartenant à l’organisation de libération de la Palestine et lui ayant servi de QG.
La maison est fermée sur ordre de Yitzhak Rabin, alors ministre de la Défense israélien, en 1988.
Sa réouverture est autorisée par Israël en octobre 1992, il abrite alors les services de l’OLP dans la ville, dont un service de cartographie qui constituait une base de données des archives des titres de propriété des Palestiniens sur les maisons de Jérusalem-Ouest, spoliées grâce au dispositif de la loi sur la propriété des absents.